# Platyoides leppanae
Espèce
Synonymes
- Platyoides lawrencei Lessert, 1936

Platyoides leppanae est une espèce d'araignées aranéomorphes de la famille des Trochanteriidae.

## Distribution
Cette espèce se rencontre en Afrique du Sud, au Zimbabwe, au Mozambique et en Tanzanie.

## Description
La femelle syntype mesure 11,5 mm.
Le mâle décrit par Platnick en 1985 mesure 7,42 mm et la femelle 9,82 mm.

## Systématique et taxinomie
Cette espèce a été décrite par Pocock en 1902.
Platyoides lawrencei a été placée en synonymie par Platnick en 1985.

## Étymologie
Cette espèce est nommée en l'honneur de Harriet Ann Leppan (1871-1959).

## Publication originale
- Pocock, 1902 : « Descriptions of some new species of African Solifugae and Araneae. » Annals and Magazine of Natural History, sér. 7, vol. 10, p. 6-27 (texte intégral).